# Дерки, Сантьяго
Сантья́го Рафаэ́ль Луи́с Мануэ́ль Хосе́ Де́рки Родри́гес (исп. Santiago Rafael Luis Manuel José María Derqui Rodríguez; 21 июня 1809, Кордова — 5 ноября 1867, Корриентес) — аргентинский политик, второй президент Аргентинской конфедерации. Правил в течение 18 месяцев в 1860—1861 годах.

## Биография
Учился в Кордовском национальном университете, получив степень по праву в 1831 году. В родном университете он стал профессором права, потом философии и, наконец, заместителем декана. В 1845 году он женился на Модесте Гарсии де Коссио, в браке у них родилось трое сыновей и три дочери.
Был сначала помощником, а затем государственным министром в правительстве провинции Корриентес. Хусто Хосе де Уркиса назначил его министром юстиции и образования. Он отправил его в Парагвай с зарубежной деловой миссией. Короткий период в 1859 году (18 апреля — 9 мая) был министром иностранных дел.
В 1860 году, после завершения полномочий президента Уркисы был избран третьим по счёту президентом Аргентины как кандидат Партии федералистов. Несмотря на то, что Дерки родился в Кордове, а не в Буэнос-Айресе, были основания рассчитывать на то, что он сможет прекратить постоянные беспорядки против политики централизации страны в результате умеренной региональной политики. Однако ничего не изменилось, и в стране продолжались восстания.
Дерки принял изменения в Конституцию, которая провозгласила новое название страны — «Республика Аргентина». Эти поправки были в пользу Буэнос-Айреса.
Это и другие непопулярные действия правительства в отношении остальной страны вызвали массовое недовольство в провинциях, что вылилось в вооружённое противостояние с армией Буэнос-Айреса. Дерки не удалось сохранить власть, он был вынужден подать в отставку и бежать в Монтевидео.
Бартоломе Митре помог ему вернуться из изгнания в родной город жены Корриентес, где он и умер через несколько лет в крайней нищете.